# Lorenzo Simonelli
Lorenzo Ndele Simonelli (Dodoma, 1º giugno 2002) è un ostacolista italiano, attuale primatista nazionale dei 60 metri ostacoli e dei 110 metri ostacoli, specialità in cui è stato vicecampione mondiale indoor a Glasgow 2024 (sui 60 m ostacoli) e campione europeo a Roma 2024 (sui 110 m ostacoli).

## Biografia
Nato a Dodoma, in Tanzania, da padre italiano (antropologo e ricercatore) e madre tanzaniana, a 5 anni si trasferisce con la famiglia a Roma. Inizia praticando nuoto prima di passare all'atletica leggera prediligendo gli ostacoli.
Nel 2019 migliora tre volte il record italiano allievi nei 60 metri ostacoli indoor portandolo a 7"71 e nel 2021 migliora il record juniores con 7"63.
Nel 2021 partecipa agli europei U20 a Tallinn vincendo la medaglia di bronzo nei 110 m ostacoli, stabilendo il proprio record personale con 13"34, ad agosto ai Mondiali U20 di Nairobi in Kenya viene eliminato in batteria nei suoi 110 metri ostacoli, mentre arriva quarto nella staffetta 4x100 con cui stabilisce il nuovo record italiano juniores col tempo di 39"28.
Nel 2022 vince i campionati italiani under 23 a Firenze stabilendo il suo nuovo record personale con 13"59, mentre arriva secondo campionati italiani assoluti a Rieti. Partecipa ai Giochi del Mediterraneo a Orano in Algeria giungendo 5º nei 110 m hs. Partecipa agli europei, svoltisi a Monaco di Baviera in Germania, venendo eliminato in batteria col tempo di 13"95. Il 12 settembre vince la medaglia d'oro ai Campionati del Mediterraneo under 23 a Pescara.
Nel 2023 ai campionati europei indoor di Istanbul arriva 4º, a soli 5 millesimi dal bronzo, con il primato personale e nazionale U23.
Inizia il 2024 partecipando ai mondiali indoor di Glasgow, dove ottiene la sua prima medaglia internazionale a livello assoluto conquistando l'argento nei 60 metri ostacoli, alle spalle solamente del fuoriclasse statunitense Grant Holloway. Nella stessa occasione sigla, con il crono di 7"43, il nuovo record italiano sulla distanza.
Il 25 maggio 2024, nel corso del Meeting Stanislas a Nancy, in Francia, fa registrare il nuovo record italiano dei 110 metri ostacoli con il tempo di 13"21. Agli europei casalinghi di Roma, l'8 giugno 2024, vince la medaglia d'oro ritoccando ulteriormente il record nazionale in 13"05.
Grande fan dell'anime One Piece, suole celebrare la conquista delle sue medaglie internazionali indossando il cappello di paglia caratteristico del protagonista Rufy.

## Record nazionali
Seniores
- 110 metri ostacoli: 13"05 ( Roma, 8 giugno 2024)
- 60 metri ostacoli indoor: 7"43 ( Glasgow, 2 marzo 2024)

Promesse (under 23)
- 110 metri ostacoli: 13"05 ( Roma, 8 giugno 2024)
- 60 metri ostacoli indoor: 7"43 ( Glasgow, 2 marzo 2024)
- Staffetta 4×100 metri: 38"76 ( Grosseto, 21 luglio 2023) (Eric Marek, Matteo Melluzzo, Marco Ricci, Lorenzo Simonelli)

Juniores (under 20)
- 60 metri ostacoli indoor (99 cm): 7"63 ( Ancona, 7 febbraio 2021)
- Staffetta 4×100 metri: 39"28 ( Nairobi, 22 agosto 2021) (Angelo Ulisse, Matteo Melluzzo, Filippo Cappelletti, Lorenzo Simonelli)

## Progressione

### 60 metri ostacoli indoor
| Stagione | Tempo | Luogo    | Data      | Rank. Mond. |
| -------- | ----- | -------- | --------- | ----------- |
| 2025     | 7"55  | Nanchino | 22-3-2025 |             |
| 2024     | 7"43  | Glasgow  | 02-3-2024 |             |
| 2023     | 7"59  | Istanbul | 5-3-2023  |             |
| 2021     | 7"82  | Ancona   | 20-2-2021 |             |

### 110 metri ostacoli
| Stagione | Tempo | Luogo    | Data      | Rank. Mond. |
| -------- | ----- | -------- | --------- | ----------- |
| 2025     | 13"18 | Caorle   | 3-8-2025  |             |
| 2024     | 13"05 | Roma     | 8-6-2024  |             |
| 2023     | 13"29 | Agropoli | 17-6-2023 |             |
| 2022     | 13"59 | Firenze  | 11-6-2022 |             |
| 2021     | 13"79 | Rovereto | 20-6-2021 |             |
| 2020     | 14"04 | Padova   | 29-8-2020 |             |

## Palmarès
| Anno | Manifestazione          | Sede      | Evento   | Risultato  | Prestazione | Note                                                      |
| ---- | ----------------------- | --------- | -------- | ---------- | ----------- | --------------------------------------------------------- |
| 2021 | Europei U20             | Tallinn   | 110 m hs | Bronzo     | 13"34       | Miglior prestazione personale                             |
| 2021 | Mondiali U20            | Nairobi   | 110 m hs | Batteria   | 13"83       |                                                           |
| 2021 | Mondiali U20            | Nairobi   | 4×100 m  | 4º         | 39"28       | Miglior prestazione nazionale under 20                    |
| 2022 | Giochi del Mediterraneo | Orano     | 110 m hs | 5º         | 13"59       | =                                                         |
| 2022 | Europei                 | Monaco    | 110 m hs | Batteria   | 13"95       | [ 9 ]                                                     |
| 2022 | Mediterraneo U23        | Pescara   | 110 m hs | Oro        | 13"80       |                                                           |
| 2023 | Europei indoor          | Istanbul  | 60 m hs  | 4º         | 7"59        | Miglior prestazione nazionale under 23                    |
| 2023 | Europei U23             | Espoo     | 110 m hs | Argento    | 13"36       | [ 10 ]                                                    |
| 2023 | Mondiali                | Budapest  | 110 m hs | Semifinale | 13"69       | [ 11 ]                                                    |
| 2024 | Mondiali indoor         | Glasgow   | 60 m hs  | Argento    | 7"43        | Record nazionale                                          |
| 2024 | Europei                 | Roma      | 110 m hs | Oro        | 13"05       | Miglior prestazione europea stagionale · Record nazionale |
| 2024 | Europei                 | Roma      | 4×100 m  | Oro        | 37"82       | [ 12 ]                                                    |
| 2024 | Giochi olimpici         | Parigi    | 110 m hs | Semifinale | 13"40       |                                                           |
| 2025 | Europei indoor          | Apeldoorn | 60 m hs  | Semifinale | 7"60        |                                                           |
| 2025 | Mondiali indoor         | Nanchino  | 60 m hs  | 4º         | 7"60        |                                                           |

## Campionati nazionali
- 2 volte campione nazionale assoluto dei 60 m ostacoli (2023, 2024)
- 3 volte campione nazionale assoluto dei 110 m ostacoli (2023, 2024, 2025)
- 2 volte campione nazionale promesse dei 110 m hs (2022, 2023)
- 1 volta campione nazionale promesse indoor dei 60 m hs (2023)
- 2 volte campione nazionale juniores dei 110 m hs (2020, 2021)
- 1 volta campione nazionale juniores indoor dei 60 m hs (2021)
- 1 volta campione nazionale allievi indoor dei 60 m hs (2019)

2018
- In batteria ai campionati italiani allievi (Rieti), 110 m hs (91 cm) - 15"03

2019
- Oro ai campionati italiani allievi indoor (Ancona), 60 m hs (91 cm) - 7"76
- Argento ai campionati italiani allievi (Agropoli), 110 m hs (91 cm) - 13"61 w

2020
- Oro ai campionati italiani juniores (Grosseto), 110 m hs (99 cm) - 13"67
- 5º ai campionati italiani assoluti (Padova), 110 m hs - 14"04

2021
- Oro ai campionati italiani juniores indoor (Ancona), 60 m hs (99 cm) - 7"63
- Bronzo ai campionati italiani assoluti indoor (Ancona), 60 m hs - 7"82

- Oro ai campionati italiani juniores (Grosseto), 110 m hs (99 cm) - 13"58
- 5º ai campionati italiani assoluti (Rovereto), 110 m hs - 13"79

2022
- Oro ai campionati italiani promesse (Firenze), 110 m hs - 13"59
- Argento ai campionati italiani assoluti (Rieti), 110 m hs - 13"74

2023
- Oro ai campionati italiani assoluti indoor (Ancona), 60 m hs - 7"66
- Oro ai campionati italiani promesse indoor (Ancona), 60 m hs - 7"67
- Oro ai campionati italiani promesse (Agropoli), 110 m hs - 13"40
- Oro ai campionati italiani assoluti (Molfetta), 110 m hs - 13"40

2024
- Oro ai campionati italiani assoluti indoor (Ancona), 60 m hs - 7"48
- Oro ai campionati italiani assoluti (La Spezia), 110 m hs - 13"18

2025
- Eliminato in batteria ai campionati italiani assoluti (Caorle), 100 m piani - 11"02
- Oro ai campionati italiani assoluti (Caorle), 110 m hs - 13"18

## Altre competizioni internazionali
2023
- 4º all'Athletissima ( Losanna), 110 m hs - 13"41
- 8º al Golden Gala ( Firenze), 110 m hs - 13"57
- 5º al Weltklasse Zürich ( Zurigo), 110 m hs - 13"60

2024
- Oro alla Orlen Cup ( Łódź), 60 m hs - 7"50
- Oro al Meeting Stanislas ( Nancy), 110 m hs - 13"21
- Argento all'Herculis ( Monaco), 110 m hs - 13"08
- Argento al Memorial Van Damme ( Bruxelles), 110 m hs - 13"22

2025
- Campionati europei a squadre di atletica leggera ( Madrid)
- Argento ai Campionati europei a squadre di atletica leggera ( Madrid), 110 m hs - 13"27